# 藤岡市

藤岡市中心部周辺の空中写真。
2020年8月11日撮影の12枚を合成作成。。

藤岡市（ふじおかし）は、群馬県の南西部に位置する市。1954年（昭和29年）市制施行。

## 概要
群馬県の西毛地域に在し、上信越自動車道の始点である。旧緑野郡の大半に及ぶ広大な領域を持つ。世界遺産として高山社跡があり、面影薫る社屋が残っている。また、著名な遺跡に白石稲荷山古墳があり、東日本で5番目の大きさを誇る。交通においては、長瀞バイパスと高速道路が通じており、道の駅ランキングで上位に選ばれ続けるららん藤岡を中心に沿線は広く栄えている。

## 地理
- 山岳： 西御荷鉾山、東御荷鉾山、雨降山、桜山、高山、庚申山
- 河川： 烏川、鏑川、鮎川、温井川、神流川、三名川、笹川
- 湖沼： 神流湖、三名湖、鮎川湖、竹沼

### 隣接する自治体
- 群馬県
  - 高崎市
  - 佐波郡：玉村町
  - 多野郡：神流町
  - 甘楽郡：甘楽町、下仁田町
- 埼玉県
  - 秩父市
  - 児玉郡：神川町、上里町

## 歴史
- 1868年（明治元年）2月15日 - 高崎城下で発生した蜂起が藤岡に及び、商家が打ち壊し、放火に遭う[1]。
- 1954年（昭和29年）4月1日 - 多野郡藤岡町・神流村・小野村・美土里村・美九里村が新設合併し、藤岡市が発足。
- 1955年（昭和30年）3月1日 - 多野郡平井村・日野村を編入。
- 1960年（昭和35年）7月 - 市内で赤痢の集団発生。吉井町と合わせて患者数は約800人に達した。市内の小中学校が臨時隔離病舎に充てられた[2]。
- 2006年（平成18年）1月1日 - 多野郡鬼石町を編入。

## 人口
| |                                        |  |
| 藤岡市と全国の年齢別人口分布（2005年） | 藤岡市の年齢・男女別人口分布（2005年） |  |
| ■紫色 ― 藤岡市 ■緑色 ― 日本全国 | ■青色 ― 男性 ■赤色 ― 女性              |  |
| 藤岡市（に相当する地域）の人口の推移 \| 1970年（昭和45年） \| 55,031人 \| \| \| 1975年（昭和50年） \| 59,584人 \| \| \| 1980年（昭和55年） \| 63,594人 \| \| \| 1985年（昭和60年） \| 66,124人 \| \| \| 1990年（平成2年） \| 69,413人 \| \| \| 1995年（平成7年） \| 70,528人 \| \| \| 2000年（平成12年） \| 70,220人 \| \| \| 2005年（平成17年） \| 69,288人 \| \| \| 2010年（平成22年） \| 67,975人 \| \| \| 2015年（平成27年） \| 65,708人 \| \| \| 2020年（令和2年） \| 63,261人 \| \| |                                        |  |
| 総務省統計局 国勢調査より |                                        |  |
| 1970年（昭和45年） | 55,031人                               |  |
| 1975年（昭和50年） | 59,584人                               |  |
| 1980年（昭和55年） | 63,594人                               |  |
| 1985年（昭和60年） | 66,124人                               |  |
| 1990年（平成2年） | 69,413人                               |  |
| 1995年（平成7年） | 70,528人                               |  |
| 2000年（平成12年） | 70,220人                               |  |
| 2005年（平成17年） | 69,288人                               |  |
| 2010年（平成22年） | 67,975人                               |  |
| 2015年（平成27年） | 65,708人                               |  |
| 2020年（令和2年） | 63,261人                               |  |

## 行政
歴代市長

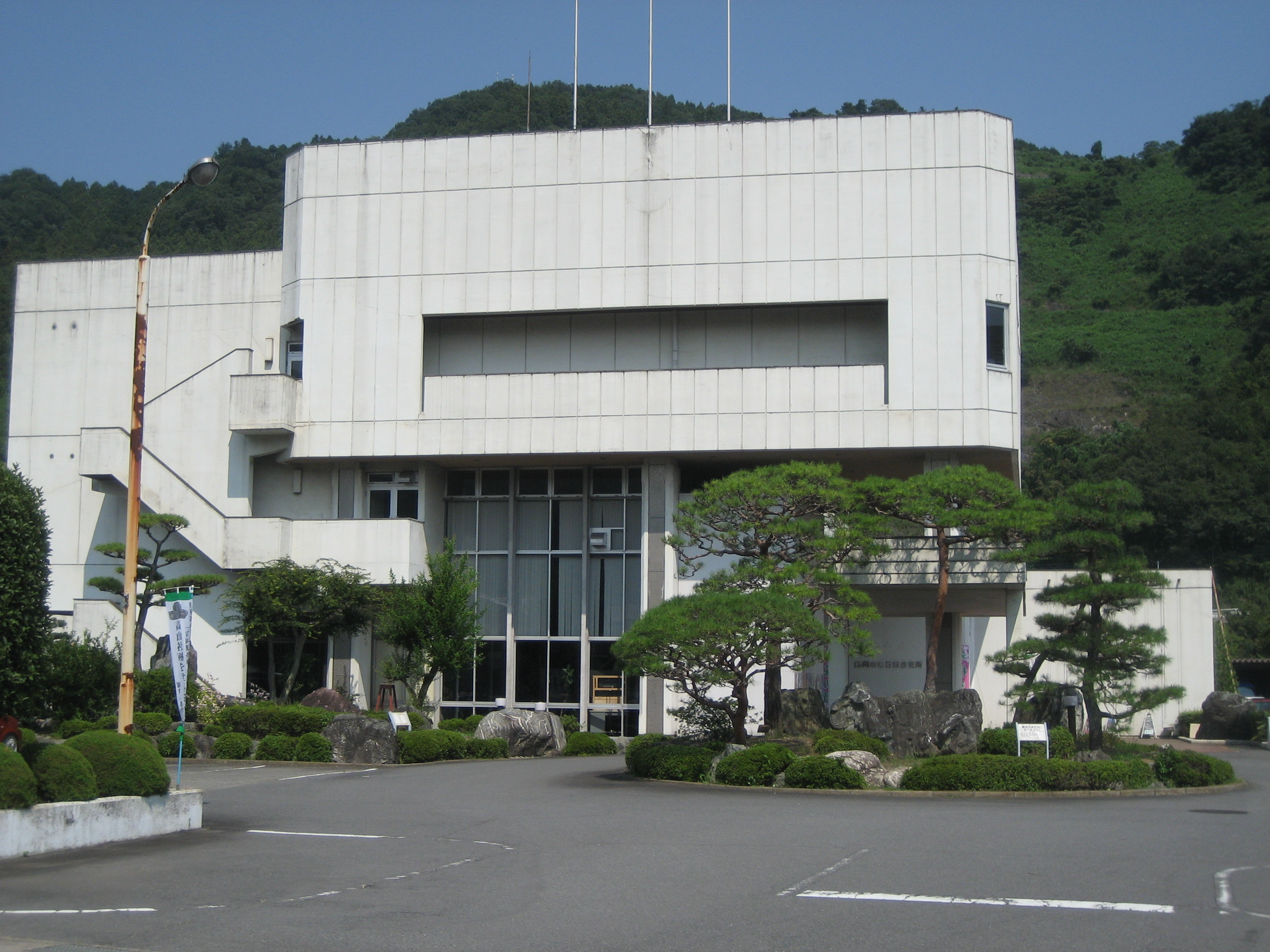
旧鬼石総合支所（旧鬼石町役場）

1. 福島元助（昭和29年5月10日～昭和37年5月9日）
2. 荻原俊（昭和37年5月10日～昭和45年5月9日）
3. 神田岸生（昭和45年5月10日～昭和53年5月9日）
4. 吉野益（昭和53年5月10日～平成6年5月9日）
5. 塚本昭次（平成6年5月10日～平成14年5月9日）
6. 新井利明（平成14年5月10日～平成30年5月9日）
7. 新井雅博（平成30年5月10日～在任中）

## 議会

### 市議会
定数:18

### 県議会
- 選挙区：藤岡市・多野郡選挙区
- 定数：2名
- 任期：2023年（令和5年）4月30日 - 2027年（令和9年）4月29日[4]

| 議員名     | 会派名       | 備考               |
| ---------- | ------------ | ------------------ |
| 金沢充隆   | つる舞う     | 党籍は無所属       |
| (神田和生) | (自由民主党) | 任期途中で議員辞職 |

### 衆議院
- 任期 ： 2024年（令和6年）10月27日 - 2028年（令和10年）10月26日（「第50回衆議院議員総選挙」参照）

| 選挙区                                                                  | 議員名   | 党派名     | 当選回数 | 備考   |
| ----------------------------------------------------------------------- | -------- | ---------- | -------- | ------ |
| 群馬県第4区（藤岡市、高崎市〈旧高崎市・新町・吉井町〉、上野村、神流町） | 福田達夫 | 自由民主党 | 5        | 選挙区 |

## 姉妹都市・提携都市

### 国内
姉妹都市
- 羽咋市（石川県）
1986年（昭和61年）8月姉妹都市提携。

提携都市
- 津島市（愛知県）
2004年（平成16年）9月1日災害時相互応援協定
- 江南市（愛知県）
2004年（平成16年）9月1日災害時相互応援協定

### 海外
- 江陰市（中華人民共和国 江蘇省）
2000年（平成12年）4月28日友好都市提携
- レジャイナ市（カナダ サスカチュワン州）
2019年（令和元年）8月3日フレンドシップ協定[5][6][7]

## 警察
- 藤岡警察署

## 消防
- 多野藤岡広域市町村圏振興整備組合
  - 多野藤岡広域消防本部
  - 藤岡消防署
  - 鬼石消防分署
  - 奥多野消防分署
  - 上野消防出張所

## 教育

### 小学校
- 藤岡市立藤岡第一小学校
- 藤岡市立藤岡第二小学校
- 藤岡市立神流小学校
- 藤岡市立小野小学校
- 藤岡市立美土里小学校
- 藤岡市立美九里東小学校
- 藤岡市立美九里西小学校
- 藤岡市立平井小学校
- 藤岡市立日野小学校
- 藤岡市立鬼石小学校
- 藤岡市立鬼石北小学校

### 中学校
- 藤岡市立小野中学校
- 藤岡市立東中学校
- 藤岡市立西中学校
- 藤岡市立北中学校
- 藤岡市立鬼石中学校

### 高等学校
- 県立
  - 群馬県立藤岡中央高等学校
  - 群馬県立藤岡北高等学校
  - 群馬県立藤岡工業高等学校

#### 廃校
- 県立
  - 群馬県立藤岡高等学校（2007年、群馬県立藤岡中央高等学校新設のため、廃校）
  - 群馬県立藤岡女子高等学校（2007年、群馬県立藤岡中央高等学校新設のため、廃校）

### 特別支援学校
- 群馬県立藤岡特別支援学校
- 群馬県立赤城特別支援学校公立藤岡総合病院内教室

### 大学
- 私立
  - 群馬医療福祉大学 - 藤岡キャンパス

## 交通

### 鉄道
東日本旅客鉄道（JR東日本）
■八高線
- - 群馬藤岡駅 - 北藤岡駅 -

岡之郷の最寄り駅は高崎市(旧多野郡)の新町駅である。
- 中心となる駅：群馬藤岡駅

### バス
- 日本中央バス
- 上信観光バス
- 藤岡市めぐるん
- 朝日自動車 - 旧・鬼石町の一部エリアのみ

#### 高速バス
- 関越交通
- 日本中央バス
- 千葉交通（関越交通と東京ディズニーランド・成田空港線（アザレア号）を共同運行）
- 富士急バス（関越交通と富士急ハイランド線を季節限定で共同運行）
- 東京空港交通（日本中央バスと羽田空港線を共同運行）

### 道路
高速道路
- 関越自動車道：藤岡JCT
- 上信越自動車道：藤岡JCT・藤岡IC（藤岡PA併設（上りのみ））

国道
- 国道17号
- 国道254号
- 国道462号

県道
- 群馬県道13号前橋長瀞線
- 群馬県道23号藤岡本庄線
- 群馬県道30号寺尾藤岡線
- 群馬県道40号藤岡大胡線
- 群馬県道71号高崎神流秩父線
- 埼玉県道・群馬県道289号矢納浄法寺線
- 埼玉県道・群馬県道331号吉田太田部譲原線

### 道の駅
- 道の駅ららん藤岡
- 道の駅上州おにし

## 名所・旧跡・観光スポット・祭事・催事

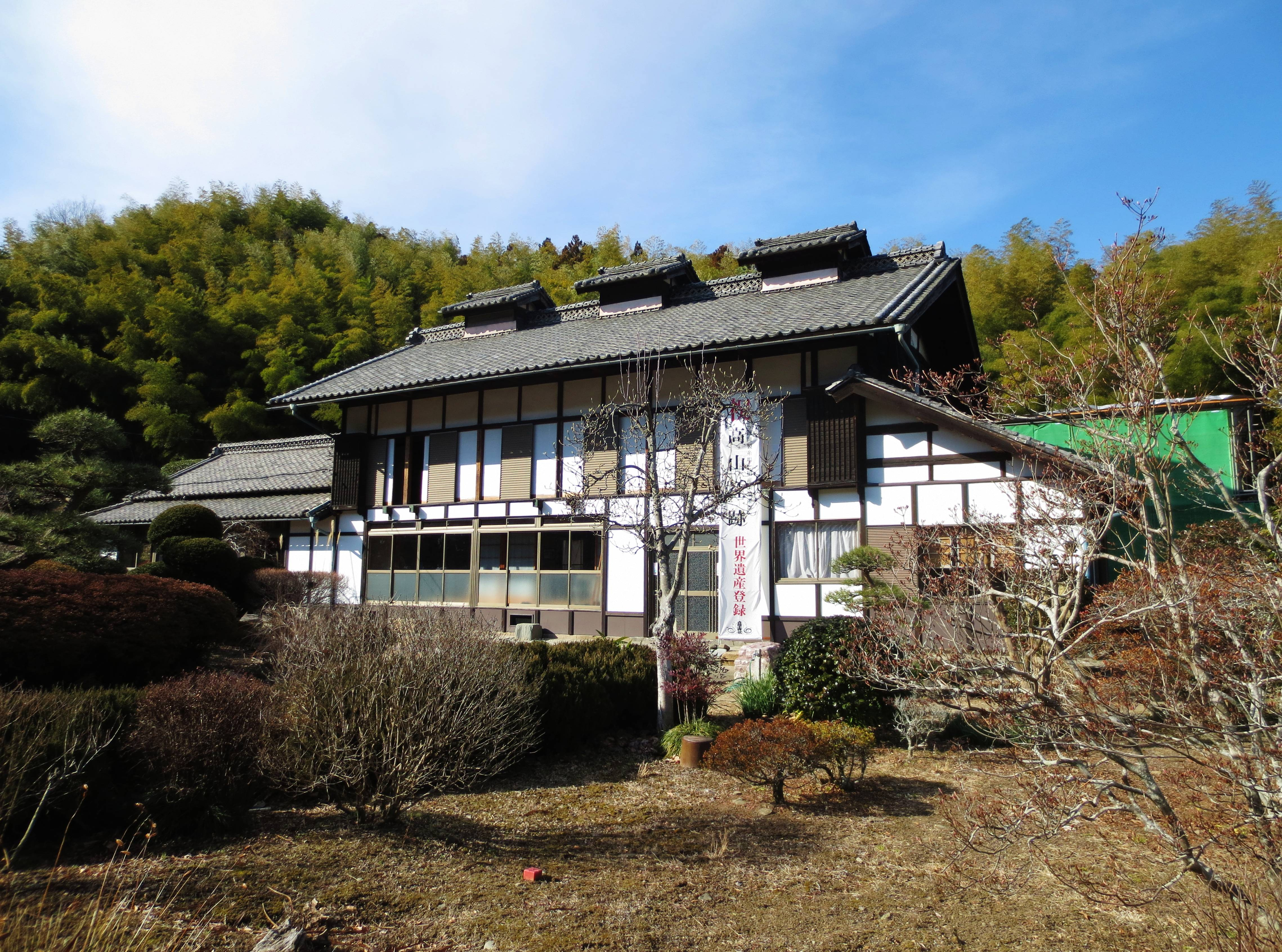
高山社跡

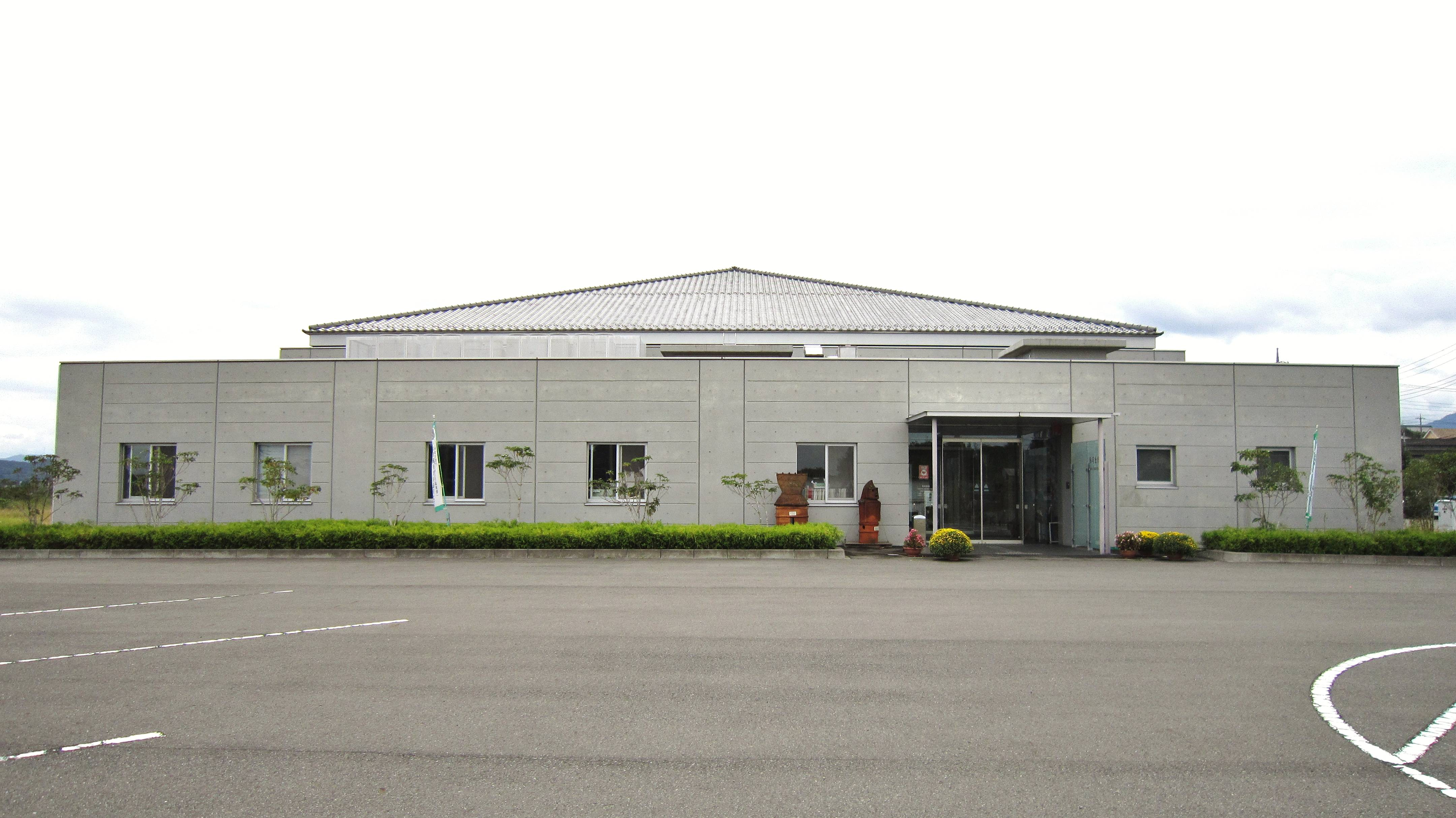
藤岡歴史館

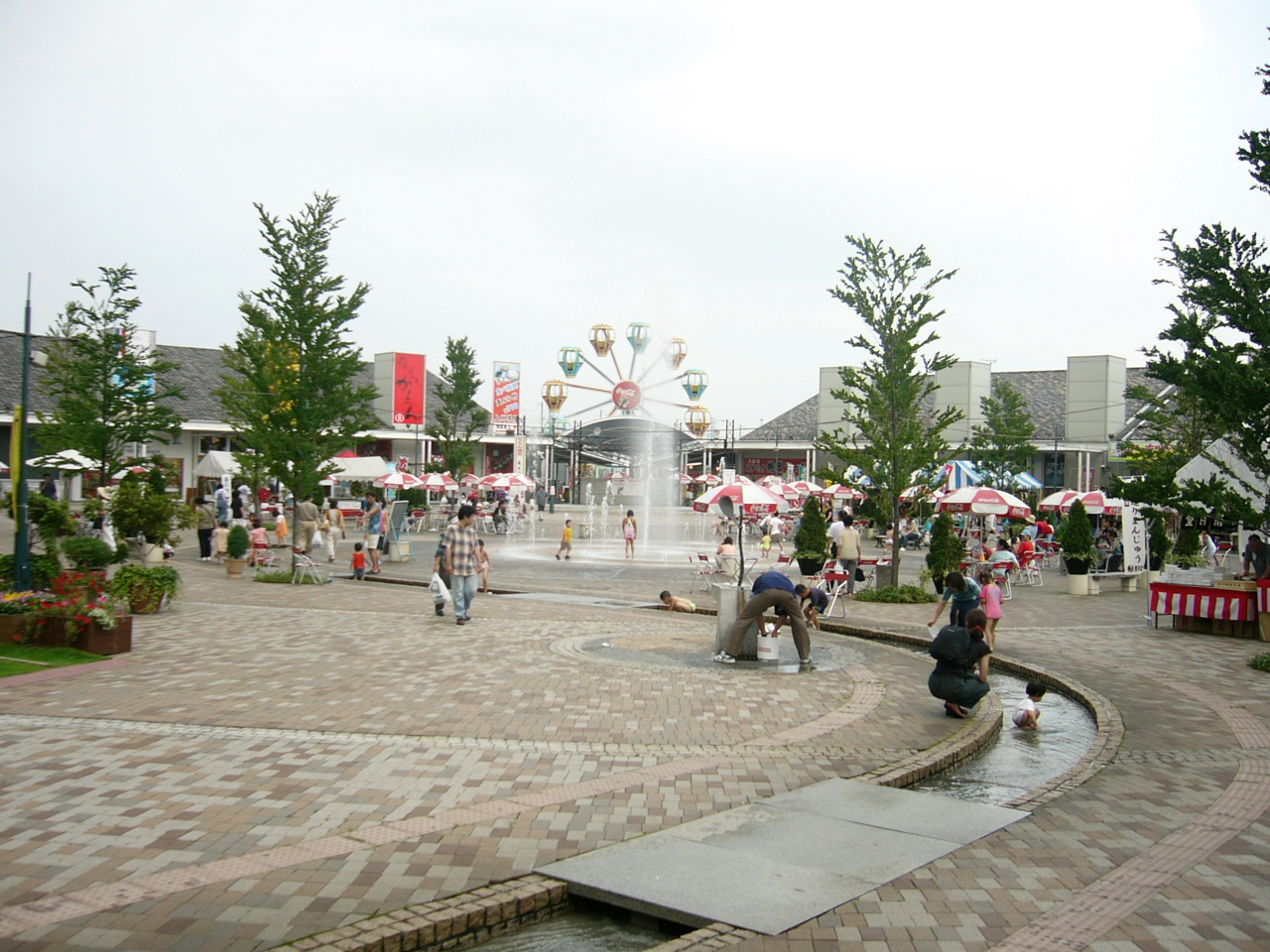
ハイウェイオアシスららん藤岡

- 高山社跡 - 国の史跡、世界遺産「富岡製糸場と絹産業遺産群」構成資産。
- みかぼみらい館
- 庚申山総合公園
- ふじの咲く丘
- 土と火の里
- ららん藤岡
- 桜山公園（冬桜）
- 三波石峡
- 八塩温泉
- 桜山温泉
- 本郷埴輪窯跡
- 七興山古墳
- 平井城（群馬県指定史跡）
- 金山城（高山城）
- 浄法寺（幸田露伴「五重塔」で知られる八田清兵衛の建築が現存する。）
- 土師神社（花馬、流鏑馬）
- 藤岡歴史館
- 藤岡市観光協会PRキャラクタ「藤岡 紫」（ふじおか ゆかり）・「藤岡 桜」（ふじおか さくら）[8]

## 藤岡市出身の著名人

### 歴史上の人物
- 依田康勝（戦国武将、藤岡藩藩主）
- 関孝和（数学者）
- 須藤由蔵（商人）
- 左右田金作（政治家、実業家、銀行家）
- 高山長五郎（実業家、高山社創設者）
- 高津仲次郎（政治家、実業家）

### 政治家・経済人
- 井本常作（衆議院議員）

### 学者・文化人
- 千木良雅弘（地球科学者）
- 堀越二郎（航空技術者）
- 山田修（教育者）
- 布施英利（作家・芸術学者）
- 清水康夫（工学者、技術者）

### スポーツ
- 飯島一彦（元プロ野球選手）
- 永井怜（元プロ野球選手）
- 新井亮司（元プロ野球選手）
- 石川雅実（元プロ野球選手）
- 市川恵多（プロサッカー選手）
- 常澤聡（プロサッカー選手）
- 宮本裕大（プロサッカー選手）
- 赤城山晃（元大相撲力士）
- 赤見千尋（元騎手）
- 武田雄爾（ボブスレー選手）

### 芸能・報道
- 里咲りさ（アイドル、シンガーソングライター、起業家）
- 中山秀征（タレント）
- 高田健太（歌手、JBJメンバー）
- 内藤聡 - ラジオパーソナリティー
- 櫻井敦司（ミュージシャン、BUCK-TICKボーカリスト）
- 今井寿（ミュージシャン、BUCK-TICKギタリスト）
- 星野英彦（ミュージシャン、BUCK-TICKギタリスト)
- 松原友希（IBC岩手放送アナウンサー）
- 田村浩子（元静岡放送アナウンサー）
- 飯野詩帆（元群馬テレビアナウンサー）